# Château de Maidla
Le château de Maidla (estonien : Maidla mõis), jusqu'en 1919  Château de Wrangelstein (allemand : Schloss Wrangelstein) se trouve dans la localité de Maidla (en suédois: Maydel) appartenant au village de Lüganuse (anciennement: Luggenhusen) en Estonie dans le Virumaa oriental (ancien Wierland).

## Historique

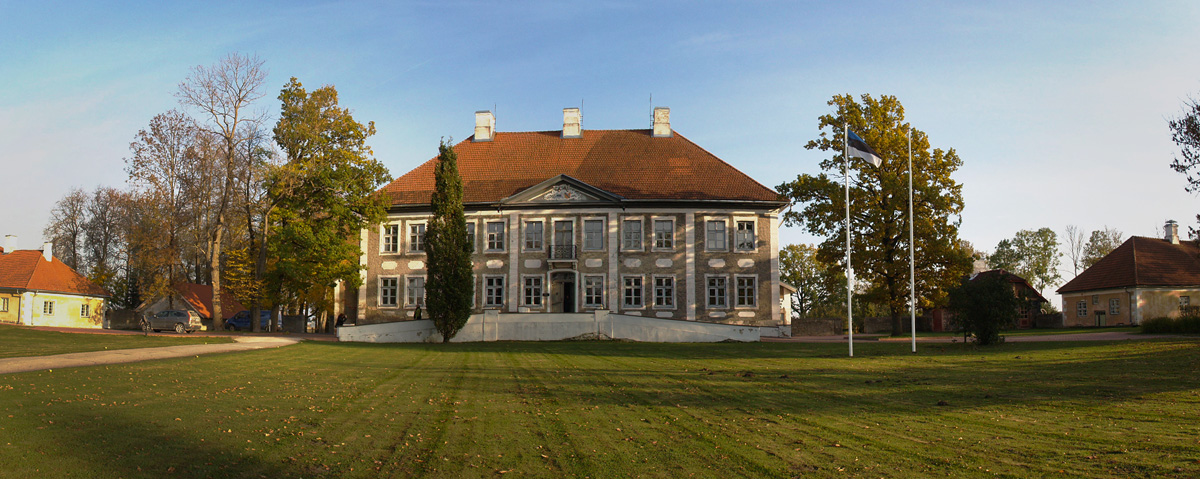
Vue du château aujourd'hui

Le domaine a été mentionné pour la première fois en 1465 et appartenait à la famille von Maydel qui lui donne son nom. Il est acquis ensuite par la puissante famille von Wrangel qui donne son nom au château, puis par les barons von Löwis of Menar.
Le château rectangulaire construit en 1767 se présente sous la forme d'un petit château baroque tardif très simple, d'aspect classique, auquel on accède par une petite double rampe. Il a un étage supérieur avec onze fenêtres par niveau et sa façade, ornée de six pilastres sans aucune décoration, est dominée en son milieu par un petit fronton triangulaire comportant un double blasonnement.
Le château accueille aujourd'hui un hôtel, un centre de conférences et de séminaires dans les anciens communs et bâtiments agricoles, le bâtiment principal se loue pour des réceptions et des séminaires et comporte un restaurant. Il peut se visiter en partie. Il est entouré d'un petit parc à l'anglaise et fait face à un étang romantique.

## Source
- (et) Site officiel